# Goera tajimaensis
Goera tajimaensis is een schietmot uit de familie Goeridae. De soort komt voor in het Palearctisch gebied.